# 노르뒤르물라시슬라
노르뒤르물라시슬라(아이슬란드어: Norður-Múlasýsla)는 아이슬란드의 주이다. 이 주는 동부 지역에 있다.